# Tadashi Ōtsuka
Tadashi Ōtsuka (jap. 大束 忠司, Ōtsuka Tadashi; * 30. April 1978 in Nagasaki) ist ein Badmintonspieler aus Japan.

## Karriere
Ōtsuka startete bei den Olympischen Sommerspielen 2004 und 2008. 2004 schied er im Mixed mit Shizuka Yamamoto in der ersten Runde aus. Im Doppel mit Keita Masuda war nach einem Freilos in der Auftaktrunde in Runde 2 Endstation. 2008 schafften es beide bis ins Viertelfinale und wurden 5. Bei der Badminton-Weltmeisterschaft 2006 erreichten Ōtsuka und Masuda das Achtelfinale.
National waren beide bei der japanischen Badmintonmeisterschaft im Doppel 1998 und 1999 sowie 2003 und 2004 erfolgreich. Die Mixed-Wertung konnte er mit Shizuka Yamamoto von 2002 bis 2004 für sich entscheiden. Im Jahr 2000 gewann er die Giraldilla International gemeinsam mit Keita Masuda.